# 一中節
一中節（いっちゅうぶし）は浄瑠璃の一種。また古曲の一。国の重要無形文化財。
初代都太夫一中（1650年～1724年）が元禄から宝永ごろにかけて京都において創始した。先行する浄瑠璃の長所を取入れ、当時勃興してきた義太夫節とは逆に、温雅で叙情的な表現を目指したところに特色がある。三味線は中棹を用い、全体的に上品かつ温雅、重厚を以てその特徴とする。
当初は上方の御座敷浄瑠璃として出発し、世人にひろく愛好されたが、後に江戸に下って歌舞伎の伴奏音楽としても用いられた。その後、ふたたび主として素浄瑠璃専門となって現代に至っている。上方では早く衰退し、現在では東京を中心に伝承されている。一中節自体ははやい時期に細い流れとなってしまったが、ここから出た豊後節および豊後節三流が邦楽に与えた影響ははかりしれない。

## 家元・名人
家元は歴代都一中を名乗っている。当代で十二代目である。
近年の名手としては、浄瑠璃に二代目都一広、都一いき、宇治紫文、三味線に十一代都一中などがあげられる。
また、都一中を家元とする『都派』の他に、箏曲の山田流と関係が深い『宇治派』、その他に『菅野派』があり、それぞれに活動している。
一中節は1993年に重要無形文化財に指定され、一中節保存会会員が重要無形文化財の保持者として総合認定された。重要無形文化財保持者として各個認定された者（いわゆる人間国宝）は、浄瑠璃が都一広（二代目）、都一いき、宇治紫文（七代目）、三味線が都一中（十一代目）、宇治文蝶である。以上のうち2010年時点で現役であるのは宇治紫文（七代目）と宇治文蝶で、いずれも宇治派の演者である。

## 演目
演目は以下のとおりである（主に通称による）。
- ア行　葵の上、朝日山、芦刈、安宅勧進帳、安宅道行、雨緋桜

- カ行　粟の段、家桜傾城姿、石の枕、岩根の松、鵜飼石和川、空穂猿、浦島、絵島生島、江戸紫、老松、大江山具足揃、沖中川恋俤、お夏笠物狂、尾上の雲賤機帯、尾波瀬の井、神楽高砂、かくし新屋敷の段、かくし墓所の段、桂川連理柵、唐崎心中、唐和錦織、唐船、かわず、邯鄲　下巻、甲子、木更津音頭、きぬた衣、銀鱗、競牡丹、廓の寿、呉羽、廓帯引、廓文、蜘蛛の糸、傾城浅間嶽、稽首国道行、源氏十二段浄瑠璃供養、源平妹背の鶏合、香尽五町曙、小鍛冶、五重塔、寿三番叟、寿獅子、此頃草、小春髪結の段、小町少将道行

- サ行　嵯峨詣、咲きつぐ花、皐月前道行、三番叟、塩竈、式三番岩戸神楽、四季の夢、七騎落、品川八景、信田妻、忍草、自然居士過去物語、釈迦八相記、石橋、祝言七つ文字、宗論、俊寛鬼界の残菊、猩々、少将道行、末広、墨絵の島台、隅田川舟の内、住吉物狂、関寺小町、殺生石、蝉丸道行、蝉丸山入、千手重衡、草子洗、曾我記念贈、曾我駒の涙、園生の松

- タ行　泰平車尽、泰平船尽、高砂松の段、竜の口、辰巳の四季、玉子酒、田村丸、丹波与作夢路駒、誓網島、竹生島、千歳の春、千鳥、月影、月見酒、常世開運、常世発馬、釣狐千種栄、天の網島、湯治土産、道成寺、常盤御前妹が宿、常盤御前道行、鳥追舟

- ナ行　那須野、業平河内通、根曳の門松、法の舟

- ハ行　橋弁慶、鉢たたき、鉢の木、初音、初幟、花子、花照姫道行、花の段、花紅葉錦廓、春の眺、班女、日向景清、東山掛物揃、藤戸物語、二重帯名護屋結、双子隅田川、武勇万歳

- マ行　松襲、松風、松島八景、松尽、松の祝、松の寿、松羽衣、松の春、豆蒔、水の上、道行三度笠、都見物左衛門、都鳥、都若衆万歳、葎の夢、恵の春、望月、紅葉狩、桃の寿、盛久道行

- ヤ行　柳の前道行、山伏摂待、夕霞浅間嶽、雪まろげ、熊野、楊貴妃、用明天皇道行、養老、万屋助六道行

- ラ行　頼光山入の段、頼光衣洗の段、頼光童子対面の段、蓮生道行

- ワ行　椀久道行